# Distrikt Mariscal Gamarra
Der Distrikt Mariscal Gamarra, oder kurz Distrikt Gamarra, liegt in der Provinz Grau in der Region Apurímac im zentralen Süden von Peru. Der Distrikt wurde am 11. Dezember 1942 gegründet. Benannt wurde der Distrikt nach Agustín Gamarra, General und Staatspräsident von Peru.
Der Distrikt besitzt eine Fläche von 349 km². Beim Zensus 2017 wurden 2927 Einwohner gezählt. Im Jahr 1993 lag die Einwohnerzahl bei 4586, im Jahr 2007 bei 3965. Die Distriktverwaltung befindet sich in der 3445 m hoch gelegenen Ortschaft Palpacachi mit 305 Einwohnern (Stand 2017). Palpacachi liegt knapp 34 km nordöstlich der Provinzhauptstadt Chuquibambilla.

## Geographische Lage
Der Distrikt Mariscal Gamarra liegt im Andenhochland am linken Flussufer des in nordnordöstlicher Richtung fließenden Río Vilcabamba im Nordosten der Provinz Grau.
Der Distrikt Mariscal Gamarra grenzt im Südwesten an den Distrikt Curpahuasi, im Westen an den Distrikt Lambrama (Provinz Abancay), im Norden an den Distrikt Curahuasi (ebenfalls in der Provinz Abancay), im Osten an den Distrikt Coyllurqui (Provinz Cotabambas) sowie im Südosten an den Distrikt Huayllati.